# История на Танзания
Танзания, страна в Източна Африка, официално придобива статут на суверенна държава едва през 1964 г., когато се обединяват голямата континентална територия Танганика и близкоразположеният архипелаг в Индийския океан Занзибар.
Бившата колония е част от Германска Източна Африка от 1880-те години до 1919 г., когато Обществото на народите я прави мандатна територия на Великобритания. Това продължава до независимостта през 1961 г. Занзибар е търговско средище и през годините е контролиран от португалци, омански араби и други, а в края на XIX век се превръща в британски протекторат.
След независимостта до оставката му през 1985 г. Танзания се управлява от президента Джулиъс Ниерере, чието социалистическо управление потиска опозицията и с корупцията си води до силен спад в икономиката. След края на управлението на Ниерере Танзания преживява поредица политически и икономически реформи.

## Праистория
В Танзания са открити някои от най-старите човешки останки, например фосилите в клисурата Олдувай в северната част на страната, наричана „люлката на човечеството“. Фосилите включват кости на Paranthropus, датирани отпреди 2 милиона години, както и най-старите запазени останки от пряк предшественик на човека – стъпките от Лаетоли, за които се смята, че са на възраст на 3,6 милиона години.
Смята се, че преди около 10 000 г. територията на днешна Танзания е била обитавана от ловци-събирачи – верояно говорещи койсански езици. Преди от 3 до 6 хил. години към тях се присъединяват кушити от север, които постепенно асимилират първоначалното население. Кушитите донасят със себе си прости земеделски техники и добиване на храни, а впоследствие и крави.
Преди около 2000 г. племена, говорещи езици банту, започват масово да мигрират в Танзания. Тези народи донасят обработката на желязото и нови подходи на политическа и обществена организация. Те асимилират кушитските си предшественици, както и повечето останали койсански народи. Впоследствие започва миграция на нилотски земеделски народи, която продължава чак до XVIII век.

## Античност и Средновековие
Пътешественици и търговци от района на Персийския залив и западна Индия посещават бреговете на днешна Танзания още през I хилядолетие. Гръцки текстове като анонимния „Перипъл на Еритрейското море“ и „География“ на Клавдий Птолемей описват поредица търговски селища (емпории) по брега. Откриването на монети от римската епоха по бреговете на Танзания доказват съществуването на такива търговски отношения. „Географията“ на Птолемей и „Перипъл на Еритрейското море“ и споменават за „метрополиса“ Рапта в страната Азания. Археолозите все още не са на едно мнение за местоположението на Рапта, но повечето считат, че е зарита в тинята на делтата на река Руфиджи. След това тези брегове излизат от писмените източници чак до епохата на арабите.
Останките от материалната култура в откритите градове показват, че те са продукт на местно население, а не на заселване на чужденци. Говоримият език в тези области, суахили (днес национален език на Танзания), е член на езиковата група банту и се разпространява от бреговете на Кения на север, се оформя дълго преди чувствителното арабско присъствие в региона. Към началото на II хилядолетие градовете на суахили извършват процъфтяваща търговия със страни по бреговете на целия Индийски океан. От 1200 до 1500 г. (някои учени наричат този период „златен век“ на културата Суахили) верояно най-големия и богат от тези градове, Килуа (или Килуа Кисиуани), е в разцвета си. Мароканският пътешественик от XIV век Ибн Батута посещава Килуа и го описва като един от най-красивите градове на света. Ислямът се появява по брега Суахили още през VIII-IX век.

## Занзибар
През 1498 г. Вашку да Гама става първият европеец, достигнал източните брегове на Африка, къде остава за 32 дни. През 1505 г. Занзибар е превзет от Португалската империя. Португалците владеят острова до началото на XVIII век, когато там се заселват араби от Оман. С помощта на оманските араби местното население изгонва португалците от областта северно от река Рувума до средата на века. Обявявайки се за владетел на крайбрежието (Зендж) оманският султан Саид бин Султан мести столицата си в Занзибар през 1840 г., който бързо се превръща в център на Африканската търговия с роби (да не се бърка с Триъгълната търговия). Саид създава търговски пътища, които се простират на континента чак до езерото Танганика и Централна Африка. След смъртта му владенията се поделят между сина му Туейни бин Саид, който поема Оман, и Маджид бин Саид, който овладява африканските територии и поставя началото на Занзибарското султанство.

## Колониален период
В периода на процъфтяване на Занзибарския султанат и крайбрежието на региона, западната част на днешна Танзания – в района на Големите езера, най-вече тази на западния бряг на езерото Виктория, се състои от множество малки африкански кралства, най-известни от които са Карагуе и Бузинза, които са доминирани от техните по-могъщи съседи Руанда, Бурунди и Буганда.
В края на 19 век, кайзерова Германия завладява териториите на днешните Танзания (с изключение на Занзибар), Руанда и Бурунди и ги обединява под името Германска Източна Африка.
Танганика, като географски и политически субект, не се оформя преди периода на неоимпериализъм; името влиза в употреба едва след предаването на колонията Германска Източна Африка като подмандатна територия на Обединеното кралство (с мандат от Обществото на народите) през 1920 година, след поражението на Германия през Първата световна война.

### Изследване на континенталните територии
Европейското изследването на вътрешността на страната започва в средата на 19 век. През 1848 г., германският мисионер Йоханес Ребман става първия европеец, който достига планината Килиманджаро. Британските изследователи Ричард Франсис Бъртън и Джон Спик пресичат вътрешността до езерото Танганайка през юни 1857 г. През януари 1866 г., шотландският изследовател и мисионер Дейвид Ливингстън, който се бори срещу търговията с роби, отива в Занзибар, откъдето потегля в търсене на изворите на Нил, и установява последната си мисия в Уджиджи, на брега на езерото Танганика. След като изгубва контакт с външния свят в продължение на години, той е „открит“ там на 10 ноември 1871 г. Хенри Мортън Стенли, който е изпратен от вестник „Ню Йорк Хералд“ да го намери, го поздравява с прословутата фраза „Д-р Ливингстън, предполагам?“ През 1877 г., в Занзибар пристига първата от серия белгийски експедиции, които имат за цел да изследват вътрешността на Африка. По време на тези експедиции, през 1879 г. е основан пост в Кигома, на източния бряг на езерото Танганика, който скоро е последван от друг – в Мпала, на противоположния западен бряг. И двете станции са основани в името на Comite D'Etudes Du Haut Congo, предшественик на Свободната държава Конго.

### Германска Източна Африка
Германските колониални интереси за първи път са предявени през 1884 г. Карл Петерс, който формира Общество за германска колонизация, сключва редица договори, с които племенните вождове във вътрешността на страната приемат германската „протекция“. Правителството на Ото фон Бисмарк подкрепя Петерс в последващото основаване на германската Източноафриканска компания.
На Берлинската конференция през 1885 г., фактът, че Кигома е основан и снабдяван от Занзибар и Багамойо води до включването на Източна Африка в територията на басейна на Конго, в полза на Белгия. Противно на широко разпространеното схващане, по време на обсъждането в Берлин, Африка не е поделена между колониалните сили, а напротив – установяват се правила сред големите държави как да се процедира в създаването на колонии и протекторати. Докато белгийските интереси скоро се концентрират предимно около река Конго, британците и германците се насочват на изток и през 1886 г. поделят континентална Източна Африка помежду си. Занзибарският султанат (сведен до островите Занзибар и Пемба) остава независим за момента. Свободната държава Конго в крайна сметка се отказва от претенциите си върху Кигома (най-старата европейска станция в Централна Африка) и от всяка територия на изток от езерото Танганика, в полза на Германия.
През 1886 и 1890 г. са договорени англо-германски споразумения, които очертават британските и германските сфери на влияние във вътрешността на Източна Африка и по крайбрежната ивица, към която претенции има и султана на Занзибар. През 1891 г. германското правителство поема прякото управление на територията на германската Източноафриканска компания и назначава управител със седалище в Дар ес Салаам.
Пречките срещу напредването на германците във вътрешността са преодолени и те организират колонията Германска Източна Африка. Германците продължават брутално да упражняват властта си, с пренебрежение и презрение към съществуващите местни структури и традиции. Докато германската колониална администрация строи жп линии и пътища в Танганика, европейското управление провокира съпротивата на африканците. Племената хехе (водени от вожда си Мкуауа) се съпротивляват на германската експанзия между 1891 и 1894 г., но в крайна сметка са победени. След период на партизанска война, Мкуауа се самоубива през 1898 г.

#### Въстание Маджи-Маджи
Широкото недоволство по-късно отново се надига, и през 1902 г. по река Руфиджи започва движение срещу принудителния труд за събирането на памук, отхвърлено от местното население. Напрежението достига връхната си точка през юли 1905 г., когато племето матумби, водено от Кинджикитиле Нгвале въстава срещу местните управители (акида) и бунтът внезапно се разпростира от Дар ес Салаам до планините Улугуру, долината Киломберо, възвишенията Махенге и Маконде, Рувума в южната част и Килва, Сонгея и Масаси, както и от Килоса до Иринга и до източните брегове на езерото Малави. Съпротивата преминава във въстанието Маджи-Маджи от 1905 – 1907 г. Първият сблъсък, който избухва в Уверека през септември 1905 г., по време на управлението на губернатора граф Густав Адолф фон Гьотцен, се превръща незабавно във всеобща война с безразборни убийства и кланета, извършвани от двете страни срещу земеделци, заселници, мисионери, плантатори и местното население. Въстанието, което е най-кървавото в историята на Танганика и временно обединява голям брой от племената на юг, като основната тежест е поета от племето нгони, приключва едва след като около 120 000 африканци умират по време на сблъсъците или от глад.
Германците напълно променят много аспекти от ежедневния живот. Те активно са подкрепяни от мисионерите, които опитват да унищожат местните вярвания, особено чрез разрушаването на колибите махока, в които местното население традиционно отдава почит на духовете на предците си и чрез осмиване на обредите, танците и другите местни религиозни церемонии.

### Първа световна война
По време на Първата световна война, опитът за нашествие от страна на британците е осуетен в битката при Танга от германския генерал Паул фон Летов-Форбек, който след това се изтегля с войските си и води партизанска война.
При избухването на войната, германските власти организират защитата на колонията си със значително хладнокръвие, макар че връзките с метрополията са ограничени. Тя е защитена срещу всяко нападение, което би могло да бъде извършено без голяма предварителна подготовка. За първата година на войната, германците имат достатъчно сили да пренесат войната на териториите на съседите си и многократно атакуват железопътната линия и други места в Британска Източна Африка. Все пак, британския Кралски военноморски флот окупира остров Мафия през 1914 г.
Силите на немското командване не са известни с точност. Генерал-лейтенант Ян Смьотс ги оценява на 2000 германци и 16 000 аскери (войници от местното африканско население), с 60 оръдия и 80 картечници, но това не е доказано. Възрастното бяло население от мъжки пол през 1913 г. наброява повече от 3500 души (с изключение на гарнизонните войски), като голяма част от тях е на разположение за отбиване на военна служба. Местното население от над 7 милиона жители има потенциал за набиране на войски, като единственото ограничение е само комплектоването с германски офицери и техника.
В последното си комюнике от май 1919 г., генерал Якоб ван Девентер оценява германските войски в началото на 1916 г. на 2700 бели и 12 000 африканци. Лорд Кранфорд, в предговора си към книгата на капитан Ангъс Бюканън за войната, пише: „В най-голямата си многочисленост, във войските на Летов вероятно имаше от 25 000 до 30 000 пушки – всичките боеспособни войници, със 70 картечници и 40 оръдия.“.
Откъснат от Германия от британския Кралски флот, фон Летов провежда блестяща партизанска кампания, изхранвайки се от местни продукти и придвижвайки се бързо, за да изненада многократно британците. Британците, които разполагат голям брой войски от Индийската армия под командването на Смьотс, са изправени пред големи логистични проблеми при снабдяването на войските си дълбоко във вътрешността, които се опитват да преодолеят чрез създаването на голям Превозвачески корпус от местни носачи.
Друг важен момент, който има отношение към войната и надлежно подчертан от генерал Смьотс в лекцията му пред Кралското географско дружество през януари 1918 г., е изключителната позиция на германската граница. Крайбрежието предлага едва няколко подходящи места за дебаркиране и е осеяно с пояс от блата. На запад, по линията на езерата и планините, границата се оказва толкова непроходима, че белгийските сили от Конго първо трябва да преминат през Уганда. На юг, река Рувума може да бъде прекосена само в горното ѝтечение. Северната граница е най-труднопроходима от всички. Тук, на практика, има само един проход с ширина около 8 км, между планината Паре и Килиманджаро, където германските войски се окопават сред блата и гори в продължение на осемнадесет месеца.
Преподобният Х. Бъртън, който говори в Лондон през август 1918 г., казва: „Нищо друго не направи впечатление на нашите командири в Източна Африка толкова много, колкото задълбоченото, методично и решително обучение на германските местни мобилизирани войници преди войната.“.
Войските, която се евакуират от колонията през декември 1917 г., се изчисляват на 320 бели и 2500 африкански войници; 1618 германци са убити или пленени в последните шест месеца на 1917 г., 155 бели и 1168 аскери се предават в края на военните действия.
Умелата и изключително успешна партизанска кампания, проведена от Паул фон Летов-Форбек, продължава военните действия в Танганика по време на цялата Първа световна война.
Политиката на „изгорената земя“ и реквизирането на сгради води до пълен срив на образователната система на колонията, макар че някои мисионерски училища успяват да запазят подобие на обучение. За разлика от белгийските, британските, френските и португалските колониални господари в Централна Африка, Германия е разработила образователна програма за африканците в колониите си, която включва начални, средни и професионални училища. „Квалификации за инструктори, учебни програми, учебници, помагала, всички посрещащи стандартите и без аналог никъде в тропическа Африка.“ През 1924 г., десет години след началото на Първата световна война и шест години след началото на британското управление, гостуващата американска комисия Фелпс-Стокс докладва: „По отношение на училищата, германците са постигнали чудеса. Трябва да мине известно време, преди образованието до достигне стандарта, постигнат при германците.“. Но от 1920 г., британският образователен отдел се състои от един офицер и двама служители с бюджет, равен на 1% от приходите на страната – по-малко от сумата, отпусната за издръжка на правителствената сграда.

### Британски контрол
Мандатът за управление на бившата германска колония е предоставен на Обединеното кралство, в съответствие с условията на Върховния съвет на Обществото на народите. Със съгласието на съвета, Обединеното кралство прехвърля провинциите Руанда-Урунди, в северозападната част, на Белгия. Тези провинции притежават три седми от населението и повече от половината от добитъка на колонията. Границите на Източноиндийската станция на Кралския флот са разширени през 1919 г., като към нея са включени Занзибар и крайбрежието на Германска Източна Африка. Дар ес Салаам остава седалището на правителството на колонията, чиито първи губернатор е сър Хоръс Арчър Бят. Той подобрява здравеопазването и селското стопанство и обявява робството за незаконно. Бят също така способства много за развитието на икономиката на колонията. След войната, местните войници се завръщат по домовете си, а малкото германци, които остават, се установяват в рамките на новото британско управление.